# Dorpsbemden-Pomperik
Dorpsbemden-Pomperik is een natuurgebied van 60 ha, gelegen in de valleien van de Demer en Kaatsbeek ten noorden van Diepenbeek in België. 38 ha hiervan worden beheerd door Natuurpunt, dat tevens 1 ha in eigendom heeft. Het gebied is Europees beschermd als onderdeel van Natura 2000-gebied Jekervallei en bovenloop van de Demervallei (habitatrichtlijngebied BE2200041).

## Geschiedenis
Dit gebied was eertijds een gemeenschappelijk weidegebied van de inwoners van Diepenbeek. Het was in bezit van de gemeente, die het in erfpacht gaf aan particulieren. Tot ongeveer 1900 werd het gebied gebruikt als hooiland, terwijl er runderen graasden na het hooien, dat wil zeggen vanaf augustus tot het begin van de winter, en in het voorjaar tot 1 april. Het hooien gebeurde vanaf april tot midden augustus, van de drogere randen naar het nattere middengedeelte toe. Na 1900 verdween de voorjaarsbegrazing en vanaf de jaren 1950 werd ook de najaarsbegrazing gestaakt. Het natte middengedeelte werd toen met populieren beplant.
In 1956 werd de Demer gekanaliseerd en aan de jaarlijkse overstromingen van het gebied kwam toen een einde. Men trachtte vervolgens het gebied voor landbouw geschikt te maken, doch dit mislukte. Voor de aanleg van een autoweg werd nog een visvijver (de Pomperik) uitgebaggerd.
In 1988 werd in de erfpachtovereenkomst opgenomen dat het maaischema gericht moest zijn op het behoud van de gewenste plantensoorten. Tussen 1987 en 1992 werden 34 ha in erfpacht overgedragen aan Natuurpunt.

## Vegetatie
Het gebied, dat op de overgang van de Kempen en Haspengouw ligt, kent een afwisselende bodemgesteldheid met zand, leem, en natte klei. De laatste werd aangevoerd door de overstromingen.
Kenmerkend zijn de blauwgraslanden, die gedijen op voedselarme bodems met wisselende waterstand. Dit gebied bevat één der belangrijkste blauwgraslandcomplexen van Vlaanderen. Naast blauwe zegge en tandjesgras vinden we hier blonde zegge, kranskarwij, kleine schorseneer, blauwe knoop, melkeppe, wateraardbei, gevlekte orchis, pijptorkruid en zeegroene muur.
Naast blauwgrasland wordt hier ook glanshaverhooiland en dotterbloemgrasland aangetroffen. Hier groeit onder meer: trilgras, groengele zegge, blaaszegge, grote ratelaar, hondsviooltje, kruipwilg, borstelgras en knolsteenbreek.

## Fauna
De moerassprinkhaan is een van de kenmerkende soorten. Ook kleine parelmoervlinder, kleine vuurvlinder en weidebeekjuffer worden er aangetroffen.

## Toegankelijkheid
Twee gemarkeerde rondwandelingen doorkruisen dit gebied.
Ten noorden van dit gebied ligt het natuurreservaat Dauteweyers en ten noordoosten het natuurgebied Caetsweyers.